# Галактика Ґутенберґа
«Галактика Ґутенберґа: становлення людини друкованої книги» — книга канадського літературознавця, соціолога, культуролога Маршалла Мак-Люена, видана в 1962 році, присвячена дослідженню впливу масової комунікації, зокрема друкованого тексту, на людське мислення. Це одна з найбільш значущих праць Маршалла Мак-Люена, де описується стосунок поширення фонетичної абетки та писемності до становлення сучасної цивілізації та виникнення новітнього родоплемінного ладу, «глобального села».

## Зміст і основні ідеї
Пролог. Маршалл Мак-Люен розвиває думку літературознавця Альберта Бейса Лорда про те, що античні поеми створювалися вже як письмові твори, а не усні. Він проводить огляд позицій різних дослідників на те, що усне і письмове слово по-різному визначають мислення людини. Мак-Люен висловлює думку про те, що усне слово повертає свої позиції в культурі завдяки новим медіа. Дослідник пропонує розглянути вплив друкованого слова від початку його виникнення — від винайдення Йоганом Ґутенберґом друкарського верстата.
Галактика Ґутенберґа. Мак-Люен пояснює як історично змінювалися парадигми, такі як колективізм і індивідуалізм, централізація і спеціалізація, світ ролей і світ посад тощо. Він вважає, що розвиток людського суспільства передусім визначається розвитком засобів комунікації в ньому. Принципи організації комунікацій відображаються на суспільстві, в якому панують. Головними типами комунікації Мак-Люен визначає усний і письмовий. Він зауважує — виникнення писемності спровокувало відділення думки від дії. Людину західної культури дослідник порівнює з шизофреніком, оскільки вона сприймає світ одночасно і усно і письмово.
Створюючи нові технології, людина розширює можливості власного тіла, а застосовуючи їх, змінюється під їх впливом. За усної комунікації, що панувала у первісному суспільстві, основним органом сприйняття був слух і панувало міфологічне, емоційне сприйняття. В письмовій же головує зір, текст як послідовність зображень-знаків обумовлює сприйняття всього світу як послідовності елементів. Письмо стало причиною укріплення раціональності, логічного мислення, необхідності аналізувати довкілля не розглядаючи кожну його частину окремо, а в сукупності з іншими частинами.
Винахід фонетичного алфавіту абстрагував звук від його значення, перевів звук у видиму форму. В еру панування рукописного тексту аудиторія кожної книги була невелика, але з винайденням книгодрукування її вплив різко зростає. Друковані тексти змістили перевагу в культурі візуального над усним. Винахід друкарського верстата значно прискорив, посилив і полегшив перебіг комунікації, як наслідок і суспільних процесів. Друкарське тиражування книг створило стандарт масового виробництва. Мова, алфавіт, зрештою доступна книга зробили можливими існування правопису, автора, спеціалізації знань. З іншого боку, людина втратила колишню емоційність, яку замінила логіка, і невіддільність від общини. Все це спричинило появу більшості значущих течій Нового часу в західному світі: індивідуалізму, демократії, протестантизму, капіталізму і націоналізму. Власне візуальна культура, сформована на принципах сприйняття тексту, і є «Галактикою Ґутенберґа».
Змінена Галактика, або Жалюгідний стан масової людини в індивідуалістичному суспільстві. Мак-Люен робить висновок про те, що мислення людини змінюється в міру того, як змінюються пропорції її відчуттів. Новітні (на час написання книги) засоби зв'язку ослаблюють обмеження друкованого тексту. З винайденням Марконі телеграфу швидкість комунікації ще більше зростає. Світ відтоді рухається до «нового племінного ладу», де кожен пов'язаний з іншими, а фрагментарність сприйняття внаслідок швидкості подій зникає. Продовження цих процесів обумовить глобальні зміни суспільства, що через свою різкість травмують людину, змінять соціальні інститути. Автор передбачає настання нової ери, «Галактики Марконі», де ключову роль відіграватимуть електронні технології трансляції та відтворення зображень. Світ замість «глобальної бібліотеки» перетворюється на «глобальне село», чому присвячено книгу «Осягаючи мас-медіа» (1964).

## Видання українською
- Мак-Люен, Маршалл. Галактика Гутенберга: становлення людини друкованої книги / М. Мак-Люен ; пер. з англ. В. І. Постнікова, С. В. Єфремова. — К. : Ніка-Центр, 2001. — 464 с. — (Серія «Зміна парадигми»)
- Мак-Люен, Маршалл. Галактика Ґутенберґа: становлення людини друкованої книги / М. Мак-Люен ; пер. з англ. А. А. Галушки, В. І. Постнікова. — К. : Ніка-Центр, 2015. — 388 с. — (Серія «Зміна парадигми»)
- Герберт Маршал Маклюен.  Галактика Гутенберга. Становлення людини; пер. з англ. Андрій Галушка і Володимир Самойленко. — Лабораторія, 2024.